# Rinaldo Scarlicchio

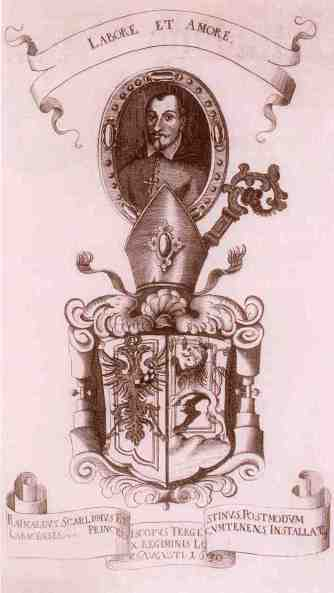
Bildnis und Wappen von Bischof Rinaldo Scarlicchio (17. Jh.)

Rinaldo Scarlicchio (auch Rinaldo Scarliccio oder Reinaldo Scarlichio) (* 16. Jahrhundert in Graz; † 1640 in Laibach) war von 1622 bis 1630 Bischof von Triest und von 1630 bis 1640 Bischof von Laibach.

## Leben
Rinaldo Scarlicchio wurde in Graz geboren. Seine Familie stammte ursprünglich aus Montefiascone in Latium. Er trat dem Franziskanerorden bei und wurde 1622 von Papst Gregor XV. zum Bischof von Triest ernannt. Die Bischofsweihe spendete ihm am 14. August 1622 Tomaž Hren, der Bischof von Laibach, Mitkonsekratoren waren Girolamo Rusca, Bischof von Capo d’Istria und Etienne Weinberger, Weihbischof in Breslau.
Der Legende nach entdeckte Scarlicchio 1624 die Reliquien des Heiligen Justus, dem Schutzpatron der Kathedrale von Triest, die seit Beginn des 14. Jahrhunderts als verloren galten. Durch Scarlicchio erfolgte am 10. Oktober 1627 die Grundsteinlegung der Jesuitenkirche Santa Maria Maggiore in Triest.
1630 wurde Scarlicchio auf den Bischofssitz von Laibach versetzt. Im selben Jahr wurde er nach dem Bischof von Lavant Leonhard (II.) von Götz Statthalter von Innerösterreich in Graz und hatte dieses Amt bis zum Mai 1638 inne.

## Würdigung
Scarlicchio ist neben Andrea Rapicio und Enea Silvio Piccolomini, dem späteren Papst Pius II., einer der drei Bischöfe, zu deren Ehre 1862 an der Fassade der Triestiner Kathedrale drei Bronzebüsten aus der Hand des ungarischen Bildhauers Bela Brestyanszky angebracht wurden.
In Triest ist eine Straße nach ihm benannt.